# Pineus orientalis
Pineus orientalis är en insektsart. Pineus orientalis ingår i släktet Pineus och familjen barrlöss. Inga underarter finns listade i Catalogue of Life.